# FK Spartak Subotica
FK Spartak Zlatibor Voda é uma equipe servia de futebol com sede em Subotica. Disputa a primeira divisão da Sérvia (Campeonato Sérvio de Futebol).
Seus jogos são mandados no Subotica City Stadium, que possui capacidade para 13.000 espectadores.

## História
O FK Spartak Zlatibor Voda foi fundado em 21 de abril de 1945.